# Fimbrorchis
Fimbrorchis é um género botânico pertencente à família das orquídeas (Orchidaceae).